# Baldratia desertorum
Baldratia desertorum är en tvåvingeart som beskrevs av Möhn 1969. Baldratia desertorum ingår i släktet Baldratia och familjen gallmyggor.
Artens utbredningsområde är Egypten. Inga underarter finns listade i Catalogue of Life.